# Camanongue
Camanongue è una municipalità dell'Angola appartenente alla provincia di Moxico. Ha 18.904 abitanti (stima del 2006).
Il capoluogo è Camanongue.